# اتحادیه جاگدال
اتحادیه جاگدال (به لاتین: Jagdal Union) یک منطقهٔ مسکونی در بنگلادش است که در Derai Upazila واقع شده‌است.
 اتحادیه جاگدال  ۲۸٬۹۳۹ نفر جمعیت دارد.